# Costus beckii
Costus beckii är en enhjärtbladig växtart som beskrevs av Paulus Johannes Maria Maas och Hillegonda Maas. Costus beckii ingår i släktet Costus och familjen Costaceae. Inga underarter finns listade.